# Oreochromis pangani
Oreochromis pangani är en fiskart som först beskrevs av Lowe, 1955.  Oreochromis pangani ingår i släktet Oreochromis och familjen Cichlidae. IUCN kategoriserar arten globalt som akut hotad.

## Underarter
Arten delas in i följande underarter:
- O. p. girigan
- O. p. pangani